# Carlo Rosselli
Carlo Rosselli (Roma, 16 de novembro de 1899 – Bagnoles-de-l'Orne, 9 de junho 1937) foi um líder político italiano, jornalista, historiador, filósofo e ativista antifascista, inicialmente na Itália, em seguida, no exterior. Ele desenvolveu uma teoria reformista não-marxista, um socialismo inspirado no movimento trabalhista britânico, que ele descreveu como socialismo liberal. Rosselli fundou o  movimento militante antifascista Giustizia e Libertà. Ele pessoalmente tomou parte em combate na Guerra Civil Espanhola, onde atuou no lado  republicano.

## Exílio em Paris: Giustizia e Libertà
Em 1929, Rosselli ajudou a fundar o movimento anti-fascista " Giustizia e Libertà ", que posteriormente se uniu a Concentração Antifascista Italiana, uma união de todas as forças antifascistas não-comunistas (republicanas, socialistas e nacionalistas) que tentavam promover e coordenar as ações de expatriados para lutar contra o fascismo na Itália. Eles também publicou pela primeira vez o jornal "Giustizia e Libertà". Após o advento do nazismo na Alemanha em 1933, o jornal começou a incentivar a insurgência, a ação revolucionária e ação militar, criticando o regime italiano e o alemão.

## A guerra civil espanhola
Em julho de 1936, a Guerra Civil Espanhola iniciou quando o exército fascista-monárquico liderou um golpe de Estado contra o governo republicano da Frente Popular. Rosselli criticou a política de neutralidade da França e da Grã-Bretanha, especialmente quando a Itália e a Alemanha enviaram armas e tropas em apoio aos rebeldes.
Carlo Rosselli e Camillo Berneri lideraram uma unidade mista de voluntários anarquistas, liberais, socialistas e comunistas italianos na frente de batalha em Aragão, cujos sucessos militares incluiu uma vitória contra as forças franquistas na Batalha do Monte Pelado. Eles popularizaram o slogan: "Oggi in Spagna, domani in Italia" (Hoje na Espanha, amanhã na Itália). Em 1937, Camillo Berneri foi morto por forças comunistas durante a purga de anarquistas em Barcelona.
Ao adoecer, Rosselli foi mandado de volta para Paris, de onde continuou o seu apoio à causa antifascista, propondo uma "ainda mais ampla frente popular ", enquanto permanecia crítico ao Partido Comunista da Espanha e ao governo soviético de Joseph Stalin. Com a queda da República Espanhola, em 1939, os partidários do Giustizia e Libertà foram forçados a fugir para a França.

## Assassinato
Em 9 junho de 1937 durante uma visita a cidade francesa de Bagnoles-de-l'Orne, Carlo Rosselli e seu irmão, foram mortos por um grupo de militantes da "Cagoule", um grupo fascista francês,  provavelmente sob as ordens de Benito Mussolini.

## Pensamento
Carlo Rosselli só publicou um único livro, "O socialismo liberal", na sua vida. Este trabalho marcou Rosselli como um herege na esquerda italiana de seu tempo, para a qual O Capital de Karl Marx diversamente interpretado, ainda era a bíblia.
Sem dúvida, a influência do movimento operário inglês, que ele conhecia bem, é visível em seu livro. Como resultado dos sucessos eleitorais do Partido Trabalhista, Rosselli estava convencido de que era essencial as "normas" da democracia liberal, não só na construção do socialismo, mas também para a sua realização concreta. Isso era em contraste com as táticas leninistas, em que estas regras, uma vez que o poder é tomado, devem ser anuladas. A síntese "Rosselliana" é que liberalismo [parlamentar] é o método, o socialismo é o objetivo.
Ele rejeitava a ideia da revolução marxista-leninista, fundada sobre a ditadura do proletariado (que para ele era sinônimo de ditadura de um partido único), em favor de uma revolução que apoiasse um sistema coerente de reformas estruturais que visam a construção de um socialismo, que não limita, mas na verdade exalta a liberdade  pessoal e de associação, como descrito no programa do Giustizia e Libertà.

## Obra
- Carlo Rosselli, Liberal Socialism. Editado pela Nadia Urbinati. Traduzido por William McCuaig (Princeton: Princeton University Press 1994).